# Tortula madagassa
Tortula madagassa är en bladmossart som beskrevs av Hugh Neville Dixon 1942. Tortula madagassa ingår i släktet tussmossor, och familjen Pottiaceae. Inga underarter finns listade i Catalogue of Life.